# Nie
La Nie est une petite rivière de l'Ouest de la France et un affluent de la Boutonne, soit un sous-affluent de la Charente. Elle arrose le nord-est du département de la Charente-Maritime, dans la région Nouvelle-Aquitaine.

## Géographie
- Avec une longueur totale de 26 km, la Nie est le plus long affluent de rive gauche de la Boutonne où la rivière conflue à Saint-Julien-de-l'Escap. Elle occupe le second rang, après la Trézence (27,7 km), en tant qu'affluent de la Boutonne[1].

## Principaux affluents
- La Nie a deux affluents : la Guillotière et le Pontreau.

## Communes et cantons traversés

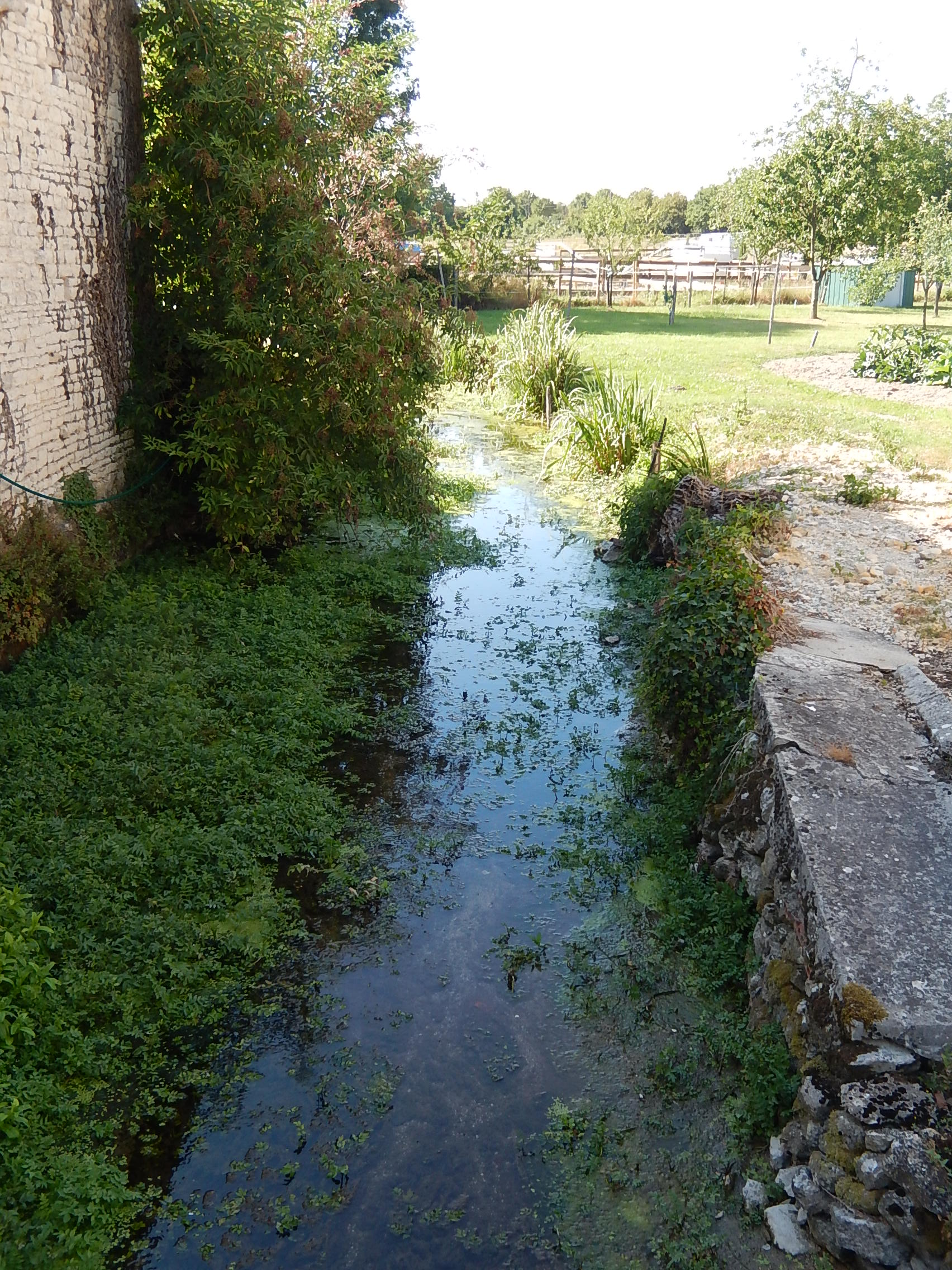
La Nie à Moulin Neuf, près de Fontenet.

- Cette rivière traverse 10 communes : Loiré-sur-Nie, Néré, Cherbonnières, Saint-Martin-de-Juillers, Saint-Pierre-de-Juillers, Gibourne, Fontenet, Varaize, Saint-Julien-de-l'Escap et Saint-Jean-d'Angély.
- Et 1 seul canton, l'actuel canton de Matha depuis la refonte de la carte administrative en 2014 ; anciennement 3 cantons, les anciens cantons d'Aulnay, de Matha et de Saint-Jean-d'Angély.